# Rørblad
Et rørblad (ofte bruges betegnelserne blad og rør for hhv. enkeltrørblad og dobbeltrørblad) er en tynd bred stribe af et materiale, som vibrerer for at lave lyd. Rørblade bruges til træblæseinstrumenter og er normalt lavet af kæmperør, men anvendes også i syntetiske materialer som plastic – især af begyndere.

## Enkeltrørblade
Enkeltrørblade bliver brugt hos klarinetter og saxofoner. Bladet bliver sat på et mundstykke og strammet til med en klemme. Undersiden af bladet er helt fladt så det passer på mundstykket; oversiden bliver gradvist tyndere jo nærmere du kommer enden af bladet. Det er rektangulært formet, bortset fra enden som er afrundet for at passe med afrundingen af mundstykket. Alle enkeltrørblade har samme form, men har forskellig størrelse for at passe til mundstykket.
Forskellen på bladene inden for det samme instrument er tykkelsen. Den måles på en generel skala fra 1, som er den letteste og tyndeste, til 5, som er den tykkeste og tungeste at spille på. Denne skala er ikke standardiseret og kan variere alt efter producenten. Tykkelsen af enden og begyndelsen af bladet og hvordan den er imellem har også en effekt på lyden. Tætheden og stivheden af rørbladet vil også påvirke lyden i forskellig retning.

## Dobbeltrørblade
Dobbeltrørblade bliver blandt andet brugt på fagotter, oboer, sækkepiber og engelske horn.
Produktionen af dobbeltrørblade er langt mindre standardiseret end af enkeltrørblade og foretages i høj grad af den enkelte musiker. Idet instrumenter, der anvender rør, oftest ikke kan stemmes på andre måder, er det rørenes stemning, der afgør den overordnede stemning. Efterhånden kan man købe flere færdiglavede rør som indekseres efter en skala som enkeltrørene, men disse skal næsten altid skrabes til så de passer den enkelte musiker og instrumentet samt hvad røret skal anvendes til at spille.

## Materialer
De fleste rørblade er lavet af kæmperør, men rørblade af syntetiske materialer bliver også brugt af nogle få musikere – især som begynder på dobbeltrørbladsinstrumenter er det meget nemmere at styre plasticrør, omend lyden er væsentligt dårligere. Syntetiske rørblade varer generelt længere end deres naturlige modstykker, de skal ikke fugtes før spilning, og kvaliteten på rørbladene varierer ikke så meget fra rørblad til rørblad. Mange musikere mener derimod, at de har dårligere lyd end dem af kæmperør, eller bruger dem, når lydkvaliteten ikke er så vigtig, så som i amerikanske marchkorps.
Nylige udviklinger inden for syntetiske rørblade har lavet rørblade lavet af en syntetisk polymer-blanding , og siden forskning på dette område har haft fremgang, er syntetiske rørblade blevet mere accepterede. Rørblade af syntetisk materiale er nyttig, når man spiller med jævne lange mellemrum, da rørblade af kæmperør ville have tørret ud.
Dizien, en kinesisk transponerende fløjte, har en speciel type rørblad som er lavet af en papirlignende bambusmembran.